# Список Героев Советского Союза (Миронов — Могильчак)
В настоящем списке представлены в алфавитном порядке все Герои Советского Союза, чьи фамилии начинаются с буквы «М» (всего 943 человека, из них девять удостоены звания дважды). Список содержит даты Указов Президиума Верховного Совета СССР о присвоении звания, информацию о роде войск, должности и воинском звании Героев на дату представления к присвоению звания Героя Советского Союза, годах их жизни.
Ударения в фамилиях Героев приведены по книге «Герои Советского Союза: Краткий биографический словарь / Пред. ред. коллегии И. Н. Шкадов. — М.: Воениздат, 1988. — Т. 2 /Любов — Ящук/. — 863 с. — 100 000 экз. — ISBN 5-203-00536-2.».
- Персиковым цветом  в таблице выделены Герои, удостоенные звания дважды и более раз.
- Серым цветом  в таблице выделены Герои, представленные к званию посмертно.

| Навигационная таблица | Навигационная таблица              |
| --------------------- | ---------------------------------- |
| «М»                   | Магерамов Мелик — Малка Иван       |
| «М»                   | Малков Георгий — Марков Александр  |
| «М»                   | Марков Алексей — Матросов Алексей  |
| «М»                   | Матросов Вадим — Мельнов Иван      |
| «М»                   | Меляков Василий — Миронов Леонид   |
| «М»                   | Миронов Михаил — Могильчак Иван    |
| «М»                   | Модин Борис — Москалёв Николай     |
| «М»                   | Москаленко Георгий — Мячин Василий |

| № п/п | Фамилия Имя Отчество                                                           | Дата Указа            | Род войск              | Должность | Звание                                         | Годы жизни                                | БС ГС НЛ                        |
| ----- | ------------------------------------------------------------------------------ | --------------------- | ---------------------- | --- | ---------------------------------------------- | ----------------------------------------- | ------------------------------- |
| 580   | Миро́нов Михаил Яковлевич                                                       | 21.02.1944            | пехота                 | командир роты 92-го стрелкового полка 201-й стрелковой дивизии 42-й армии Ленинградского фронта | старший лейтенант                              | 01.06.1919 — 12.03.1993                   | [ БС 1 ] [ ГС 1 ] [ НЛ 1 ]      |
| 581   | Миро́нов Павел Андреевич                                                        | 15.05.1946            | артиллерия             | командир огневого взвода противотанковые батареи 33-го гвардейского кавалерийского полка 8-й гвардейской кавалерийской дивизии 6-го гвардейского кавалерийского корпуса 2-го Украинского фронта | гвардии младший лейтенант                      | 12.12.1919 — 26.04.1945                   | [ БС 1 ] [ ГС 2 ] [ НЛ 2 ]      |
| 582   | Миро́нов Павел Васильевич                                                       | 28.04.1945            | генерал                | командир 37-го гвардейского стрелкового корпуса 9-й гвардейской армии 3-го Украинского фронта | гвардии генерал-лейтенант                      | 21.09.1900 — 29.10.1969                   | [ БС 1 ] [ ГС 3 ] [ НЛ 3 ]      |
| 583   | Миро́нов Пётр Моисеевич                                                         | 19.03.1944            | пехота                 | стрелок 78-го гвардейского стрелкового полка 25-й гвардейской стрелковой дивизии 6-й армии Юго-Западного фронта | гвардии красноармеец                           | 25.06.1904 — 27.09.1943                   | [ БС 1 ] [ ГС 4 ] [ НЛ 4 ]      |
| 584   | Миро́нов Сергей Иванович укр. Миронов Сергій Іванович                           | 07.04.1940            | авиация                | командир звена 68-го истребительного авиационного полка ВВС 13-й армии Северо-Западного фронта | старший лейтенант                              | 12.07.1914 — 03.08.1964                   | [ БС 1 ] [ ГС 5 ] [ НЛ 5 ]      |
| 585   | Миро́нов Филипп Абрамович                                                       | 24.03.1945            | танкист                | командир танка ИС-2 26-го гвардейского отдельного тяжёлого танкового полка прорыва 21-й армии Ленинградского фронта | гвардии младший лейтенант                      | 05.08.1920 — 21.06.1944                   | [ БС 1 ] [ ГС 6 ] [ НЛ 6 ]      |
| 586   | Миро́шник Андрей Степанович укр. Мірошник Андрій Степанович                     | 17.11.1943            | пехота                 | командир роты 1339-го стрелкового полка 318-й стрелковой дивизии 18-й армии Северо-Кавказского фронта | капитан                                        | 29.09.1922 — 27.01.1944                   | [ БС 2 ] [ ГС 7 ] [ НЛ 7 ]      |
| 587   | Миро́шник Михаил Петрович укр. Мірошник Михайло Петрович                        | 23.10.1943            | пехота                 | стрелок 955-го стрелкового полка 309-й стрелковой дивизии 40-й армии Воронежского фронта | красноармеец                                   | 13.11.1913 — 14.07.1996                   | [ БС 3 ] [ ГС 8 ] [ НЛ 8 ]      |
| 588   | Миро́шников Иван Константинович                                                 | 26.10.1943            | артиллерия             | заряжающий орудия 161-го гвардейского отдельного пушечного артиллерийского полка РГК в составе 7-й гвардейской армии Степного фронта | гвардии ефрейтор                               | 17.07.1912 — 20.11.1986                   | [ БС 3 ] [ ГС 9 ] [ НЛ 9 ]      |
| 589   | Мирошниче́нко Алексей Денисович                                                 | 06.03.1945            | морской флот           | помощник командира взвода разведки 384-го отдельного батальона морской пехоты Одесской военно-морской базы Черноморского флота | старшина 1-й статьи                            | 08.05.1915 — 19.03.1976                   | [ БС 3 ] [ ГС 10 ] [ НЛ 10 ]    |
| 590   | Мирошниче́нко Анатолий Кузьмич укр. Мірошниченко Анатолій Кузьмич               | 24.12.1943            | артиллерия             | командир батареи 24-й гвардейской отдельной тяжёлой пушечной артиллерийской бригады РГК в составе Воронежского фронта | гвардии старший лейтенант                      | 10.09.1921 — 23.10.1943                   | [ БС 3 ] [ ГС 11 ] [ НЛ 11 ]    |
| 591   | Мирошниче́нко Виктор Петрович укр. Мірошниченко Віктор Петрович                 | 22.07.1942            | Железнодорожные войска | командир отделения 76-го отдельного строительного путевого железнодорожного батальона 1-й бригады особого корпуса железнодорожных войск Западного фронта | сержант                                        | 15.11.1917 — 21.12.1943                   | [ БС 3 ] [ ГС 12 ] [ НЛ 12 ]    |
| 592   | Мирошниче́нко Дмитрий Григорьевич                                               | 26.10.1944            | авиация                | командир эскадрильи 248-го истребительного авиационного полка 234-й истребительной авиационной дивизии 6-го истребительного авиационного корпуса 16-й воздушной армии 1-го Белорусского фронта | старший лейтенант                              | 29.09.1921 — 03.06.2002                   | [ БС 4 ] [ ГС 13 ] [ НЛ 13 ]    |
| 593   | Мирошниче́нко Иван Иванович                                                     | 19.03.1944            | пехота                 | автоматчик 5-й гвардейской отдельной мотострелковой бригады 3-й гвардейской армии 4-го Украинскоо фронта | гвардии красноармеец                           | 23.03.1916 — 09.06.1963                   | [ БС 5 ] [ ГС 14 ] [ НЛ 14 ]    |
| 594   | Мирошниче́нко Николай Прокофьевич укр. Мірошниченко Микола Прокопович           | 29.06.1945            | авиация                | командир эскадрильи 34-го гвардейского бомбардировочного авиационного полка 276-й бомбардировочной авиационной дивизии 1-й воздушной армии 3-го Белорусского фронта | гвардии старший лейтенант                      | 20.10.1920 — 08.04.1945                   | [ БС 5 ] [ ГС 15 ] [ НЛ 15 ]    |
| 595   | Мирошниче́нко Пётр Афанасьевич укр. Мірошниченко Петро Опанасович               | 03.06.1944            | пехота                 | командир взвода пешей разведки 717-го стрелкового полка 170-й стрелковой дивизии 48-й армии 1-го Белорусского фронта | лейтенант                                      | 10.10.1922 — 01.01.1944                   | [ БС 5 ] [ ГС 16 ] [ НЛ 16 ]    |
| 596   | Мирошниче́нко Сергей Елисеевич укр. Мірошниченко Сергій Єлисейович              | 24.03.1945            | пехота                 | разведчик взвода пешей разведки 857-го стрелкового полка 294-й стрелковой дивизии 52-й армии 2-го Украинского фронта | красноармеец                                   | 12.10.1912 — 24.05.1957                   | [ БС 5 ] [ ГС 17 ] [ НЛ 17 ]    |
| 597   | Мирско́в Андрей Иванович                                                        | 24.03.1945            | пехота                 | командир роты 576-го стрелкового полка 115-й стрелковой дивизии 22-й армии 2-го Прибалтийского фронта | лейтенант                                      | 06.09.1909 — 13.04.1954                   | [ БС 5 ] [ ГС 18 ] [ НЛ 18 ]    |
| 598   | Миру́н Василий Фёдорович укр. Мирун Василь Федорович                            | 24.03.1945            | инженер                | командир отделения 249-го отдельного сапёрного батальона 134-й стрелковой дивизии 69-й армии 1-го Белорусского фронта | старший сержант                                | 26.06.1922 — 19.12.1973                   | [ БС 5 ] [ ГС 19 ] [ НЛ 19 ]    |
| 599   | Ми́тин Гавриил Степанович                                                       | 21.07.1942            | пехота                 | командир отделения 1075-го стрелкового полка 316-й стрелковой дивизии 16-й армии Западного фронта | старший сержант                                | 1908 — 16.11.1941                         | [ БС 5 ] [ ГС 20 ] [ НЛ 20 ]    |
| 600   | Митрако́в Виктор Дмитриевич                                                     | 29.06.1945            | пехота                 | командир батальона 250-го гвардейского стрелкового полка 83-й гвардейской стрелковой дивизии 11-й гвардейской армии 3-го Белорусского фронта | гвардии майор                                  | 19.02.1921 — 04.10.2013                   | [ БС 6 ] [ ГС 21 ] [ НЛ 21 ]    |
| 601   | Митрофа́ненков Иван Осипович                                                    | 23.09.1944            | пехота                 | заместитель по строевой части командира моторизированного батальона автоматчиков 56-й гвардейской танковой бригады 7-го гвардейского танкового корпуса 3-й гвардейской танковой армии 1-го Украинского фронта | гвардии лейтенант                              | 31.10.1913 — 23.08.1944                   | [ БС 7 ] [ ГС 22 ] [ НЛ 22 ]    |
| 602   | Митрофа́нов Василий Андреевич                                                   | 29.05.1945            | танкист                | командир 6-го гвардейского танкового корпуса 3-й гвардейской танковой армии 1-го Украинского фронта | гвардии генерал-майор танковых войск           | 29.01.1899 — 25.08.1970                   | [ БС 7 ] [ ГС 23 ] [ НЛ 23 ]    |
| 603   | Митрофа́нов Николай Иванович                                                    | 24.03.1945            | пехота                 | командир взвода 977-го стрелкового полка 270-й стрелковой дивизии 6-й гвардейской армии 1-го Прибалтийского фронта | лейтенант                                      | 24.12.1912 — 26.06.1944                   | [ БС 7 ] [ ГС 24 ] [ НЛ 24 ]    |
| 604   | Митрофа́нов Фёдор Васильевич укр. Митрофанов Федір Васильович                   | 14.02.1943            | авиация                | командир эскадрильи 445-го истребительного авиационного полка 6-го истребительного авиационного корпуса Московского фронта ПВО | старший лейтенант                              | 06.08.1916 — 04.02.1945                   | [ БС 7 ] [ ГС 25 ] [ НЛ 25 ]    |
| 605   | Митро́хин Василий Борисович                                                     | 02.11.1944            | авиация                | командир эскадрильи 191-го истребительного авиационного полка 257-й смешанной авиационной дивизии 7-й воздушной армии Ленинградского фронта | капитан                                        | 05.04.1918 — 18.08.1993                   | [ БС 7 ] [ ГС 26 ] [ НЛ 26 ]    |
| 606   | Митро́хов Василий Кузьмич                                                       | 24.03.1945            | пехота                 | командир отделения пулемётной роты 113-го гвардейского стрелкового полка 38-й гвардейской стрелковой дивизии 70-й армии 1-го Белорусского фронта | гвардии старший сержант                        | 06.01.1925 — 16.05.2001                   | [ БС 7 ] [ ГС 27 ] [ НЛ 27 ]    |
| 607   | Митро́шин Василий Трофимович                                                    | 13.03.1944            | авиация                | командир эскадрильи 9-го гвардейского авиационного полка 7-й гвардейской авиационной дивизии 3-го гвардейского авиационного корпуса Авиации дальнего действия | гвардии капитан                                | 07.04.1921 — 02.04.1992                   | [ БС 7 ] [ ГС 28 ] [ НЛ 28 ]    |
| 608   | Митро́шин Павел Александрович                                                   | 24.03.1945            | инженер                | командир сапёрной роты 106-го инженерно-сапёрного батальона 5-й инженерно-сапёрной бригады 6-й танковой армии 2-го Украинского фронта | капитан                                        | 26.12.1905 — 18.12.1983                   | [ БС 8 ] [ ГС 29 ] [ НЛ 29 ]    |
| 609   | Митря́гин Владимир Фёдорович                                                    | 24.03.1945            | артиллерия             | командир батареи 1505-го самоходно-артиллерийского полка 46-й армии 2-го Украинского фронта | лейтенант                                      | 08.02.1915 — 04.08.1995                   | [ БС 8 ] [ ГС 30 ] [ НЛ 30 ]    |
| 610   | Митря́ев Владимир Александрович                                                 | 31.05.1945            | связисты               | телефонист 106-го гвардейского отдельного батальона связи 75-й гвардейской стрелковой дивизии 61-й армии 1-го Белорусского фронта | гвардии ефрейтор                               | 15.06.1923 — 27.04.1960                   | [ БС 8 ] [ ГС 31 ] [ НЛ 31 ]    |
| 611   | Митряко́в Алексей Васильевич                                                    | 13.09.1944            | пехота                 | помощник командира взвода пешей разведки 47-го гвардейского стрелкового полка 15-й гвардейской стрелковой дивизии 37-й армии 3-го Украинского фронта | гвардии сержант                                | 22.03.1920 — 24.09.2000                   | [ БС 8 ] [ ГС 32 ] [ НЛ 32 ]    |
| 612   | Митт Сергей Михайлович                                                         | 24.03.1945            | танкист                | командир взвода танков Т-34 4-й гвардейской танковой бригады 2-го гвардейского танкового корпуса 31-й армии 3-го Белорусского фронта | гвардии лейтенант                              | 09.06.1909 — 26.06.1944                   | [ БС 8 ] [ ГС 33 ] [ НЛ 33 ]    |
| 613   | Ми́тченко Никита Андреевич укр. Мітченко Микита Андрійович                      | 21.07.1942            | пехота                 | стрелок 1075-го стрелкового полка 316-й стрелковой дивизии 16-й армии Западного фронта | красноармеец                                   | 03.04.1910 — 16.11.1941                   | [ БС 8 ] [ ГС 34 ] [ НЛ 34 ]    |
| 614   | Ми́тькин Борис Викторович                                                       | 17.10.1943            | артиллерия             | командир миномётной роты 1035-го стрелкового полка 280-й стрелковой дивизии 60-й армии Центрального фронта | лейтенант                                      | 24.06.1914 — 20.11.1943                   | [ БС 8 ] [ ГС 35 ] [ НЛ 35 ]    |
| 615   | Михайла́шев Николай Афанасьевич                                                 | 05.11.1944            | нквд                   | командир специальной разведывательно-диверсионной группы «Буря» 4-го управления НКВД СССР | старший лейтенант государственной безопасности | 19.12.1917 — 07.02.2008                   | ——                              |
| 616   | Михайле́нко Василий Терентьевич                                                 | 13.09.1944            | пехота                 | командир отделения 645-го стрелкового полка 202-й стрелковой дивизии 27-й армии 2-го Украинского фронта | сержант                                        | 1907 — 22.08.1977                         | [ БС 10 ] [ ГС 37 ] [ НЛ 36 ]   |
| 617   | Михайле́нко Евгений Ефимович                                                    | 26.10.1944            | авиация                | командир эскадрильи 92-го гвардейского штурмового авиационного полка 4-й гвардейской штурмовой авиационной дивизии 5-го штурмового авиационного корпуса 2-й воздушной армии 1-го Украинского фронта | гвардии старший лейтенант                      | 15.08.1920 — 18.07.1944                   | [ БС 10 ] [ ГС 38 ] [ НЛ 37 ]   |
| 618   | Михайле́нко Иван Фёдорович укр. Михайленко Іван Федорович                       | 24.03.1945            | пехота                 | командир взвода 133-го гвардейского стрелкового полка 44-й гвардейской стрелковой дивизии 65-й армии 1-го Белорусского фронта | гвардии лейтенант                              | 03.11.1901 — 22.01.1970                   | [ БС 10 ] [ ГС 39 ] [ НЛ 38 ]   |
| 619   | Миха́йлик Яков Данилович укр. Михайлик Яків Данилович                           | 15.05.1946            | авиация                | заместитель командира эскадрильи 54-го гвардейского истребительного авиационного полка 1-й гвардейской истребительной авиационной дивизии 16-й воздушной армии 1-го Белорусского фронта | гвардии старший лейтенант                      | 07.05.1922 — 20.04.2011                   | [ БС 10 ] [ ГС 40 ] [ НЛ 39 ]   |
| 620   | Михайличе́нко Антон Евгеньевич укр. Михайличенко Антон Євгенович                | 19.03.1944            | пехота                 | пулемётчик 5-й гвардейской отдельной мотострелковой бригады 3-й гвардейской армии 4-го Украинского фронта | гвардии красноармеец                           | 13.05.1910 — март 1944 (пропал без вести) | [ БС 10 ] [ ГС 41 ] [ НЛ 40 ]   |
| 621   | Михайличе́нко Иван Харлампович укр. Михайличенко Іван Харлампійович             | 01.07.1944 27.06.1945 | авиация                | старший лётчик 667-го штурмового авиационного полка 292-й штурмовой авиационной дивизии 1-го штурмового авиационного корпуса 5-й воздушной армии 2-го Украинского фронта командир эскадрильи 141-го гвардейского штурмового авиационного полка 9-й гвардейской штурмовой авиационной дивизии 1-го гвардейского штурмового авиационного корпуса 2-й воздушной армии 1-го Украинского фронта | лейтенант гвардии старший лейтенант            | 02.09.1920 — 02.06.1982                   | [ БС 10 ] [ ГС 42 ] [ НЛ 41 ]   |
| 622   | Михайличе́нко Михаил Петрович укр. Михайличенко Михайло Петрович                | 31.05.1945            | артиллерия             | командующий артиллерией 26-го гвардейского стрелкового корпуса 5-й ударной армии 1-го Белорусского фронта | гвардии полковник                              | 03.10.1899 — 03.04.1984                   | [ БС 11 ] [ ГС 43 ] [ НЛ 42 ]   |
| 623   | Михайличе́нко Павел Арсентьевич                                                 | 16.05.1944            | пехота                 | командир батальона 1-го гвардейского стрелкового полка 2-й гвардейской стрелковой дивизии 56-й армии Северо-Кавказского фронта | гвардии майор                                  | 05.08.1915 — 03.11.1943                   | [ БС 12 ] [ ГС 44 ] [ НЛ 43 ]   |
| 624   | Миха́йлов Александр Борисович                                                   | 24.03.1945            | танкист                | командир взвода средних танков 25-й гвардейской танковой бригады 2-го гвардейского танкового корпуса 31-й армии 3-го Белорусского фронта | гвардии младший лейтенант                      | 08.10.1923 — 01.03.1992                   | [ БС 12 ] [ ГС 45 ] [ НЛ 44 ]   |
| 625   | Миха́йлов Александр Фадеевич                                                    | 17.11.1943            | пехота                 | пулемётчик мотострелкового батальона 69-й механизированной бригады 9-го механизированного корпуса 3-й гвардейской танковой армии Воронежского фронта | красноармеец                                   | 20.04.1925 — 02.01.1944                   | [ БС 12 ] [ ГС 46 ] [ НЛ 45 ]   |
| 626   | Миха́йлов Александр Яковлевич                                                   | 26.10.1943            | артиллерия             | командир батареи 1181-го зенитного артиллерийского полка 5-й зенитной артиллерийской дивизии РГК в составе 7-й гвардейской армии Степного фронта | старший лейтенант                              | 28.12.1921 — 10.01.1984                   | [ БС 12 ] [ ГС 47 ] [ НЛ 46 ]   |
| 627   | Миха́йлов Андрей Михайлович                                                     | 24.12.1943            | артиллерия             | командир орудия 611-го истребительно-противотанкового артиллерийского полка 40-й армии Воронежского фронта | старший сержант                                | 10.10.1914 — 25.01.1954                   | [ БС 12 ] [ ГС 48 ] [ НЛ 47 ]   |
| 628   | Миха́йлов Борис Александрович                                                   | 10.01.1944            | артиллерия             | командир батареи 1496-го истребительно-противотанкового артиллерийского полка 3-го гвардейского танкового корпуса 38-й армии Воронежского фронта | гвардии лейтенант                              | 24.05.1923 — 03.07.1944                   | [ БС 12 ] [ ГС 49 ] [ НЛ 48 ]   |
| 629   | Миха́йлов Василий Васильевич                                                    | 23.09.1944            | артиллерия             | командир орудия 191-го отдельного истребительно-противотанкового дивизиона 118-й стрелковой дивизии 5-й гвардейской армии 1-го Украинского фронта | старшина                                       | 26.02.1908 — 24.05.1957                   | [ БС 13 ] [ ГС 50 ] [ НЛ 49 ]   |
| 630   | Миха́йлов Василий Михайлович                                                    | 04.02.1944            | авиация                | командир эскадрильи 672-го штурмового авиационного полка 306-й штурмовой авиационной дивизии 9-го смешанного авиационного корпуса 17-й воздушной армии 3-го Украинского фронта | капитан                                        | 10.01.1921 — 19.11.1944                   | [ БС 14 ] [ ГС 51 ] [ НЛ 50 ]   |
| 631   | Миха́йлов Василий Николаевич                                                    | 10.02.1943            | авиация                | штурман 125-го бомбардировочного авиационного полка 2-й смешанной авиационной дивизии Ленинградского фронта | майор                                          | 13.02.1910 — 06.07.1943                   | [ БС 14 ] [ ГС 52 ] [ НЛ 51 ]   |
| 632   | Миха́йлов Владимир Александрович                                                | 15.05.1946            | авиация                | командир звена 163-го гвардейского истребительного авиационного полка 229-й истребительной авиационной дивизии 4-й воздушной армии 2-го Белорусского фронта | гвардии старший лейтенант                      | 02.12.1920 — 12.03.1946                   | [ БС 14 ] [ ГС 53 ] [ НЛ 52 ]   |
| 633   | Миха́йлов Владимир Алексеевич                                                   | 24.03.1945            | артиллерия             | наводчик орудия 1966-го истребительно-противотанкового артиллерийского полка 43-й истребительно-противотанковой артиллерийской бригады РГК в составе 33-й армии 3-го Белорусского фронта | старший сержант                                | 15.10.1923 — 26.05.1998                   | [ БС 14 ] [ ГС 54 ] [ НЛ 53 ]   |
| 634   | Миха́йлов Владимир Андреевич                                                    | 16.05.1944            | танкист                | командир танкового взвода 5-й гвардейской танковой бригады 18-й армии Северо-Кавказского фронта | гвардии младший лейтенант                      | 05.04.1919 — 15.09.1943                   | [ БС 14 ] [ ГС 55 ] [ НЛ 54 ]   |
| 635   | Миха́йлов Владимир Степанович                                                   | 17.10.1943            | пехота                 | командир отделения взвода станковых пулемётов 241-го гвардейского стрелкового полка 75-й гвардейской стрелковой дивизии 60-й армии Центрального фронта | гвардии младший сержант                        | 15.01.1920 — 05.09.1991                   | [ БС 14 ] [ ГС 56 ] [ НЛ 55 ]   |
| 636   | Миха́йлов Григорий Михайлович                                                   | 29.08.1939            | танкист                | командир танкового батальона 11-й легкотанковой бригады 1-й армейской группы | майор                                          | 29.09.1901 — 02.05.1942                   | ——                              |
| 637   | Миха́йлов Евгений Витальевич                                                    | 26.10.1944            | авиация                | старший лётчик 32-го гвардейского истребительного авиационного полка 3-й гвардейской истребительной авиационной дивизии 3-й воздушной армии 1-го Прибалтийского фронта | гвардии лейтенант                              | 05.01.1921 — 17.03.1944                   | [ БС 16 ] [ ГС 58 ] [ НЛ 56 ]   |
| 638   | Миха́йлов Евгений Иванович                                                      | 10.04.1945            | артиллерия             | наводчик орудия 504-го пушечного артиллерийского полка 200-й отдельной лёгкой артиллерийской бригады 4-й танковой армии 1-го Украинского фронта | младший сержант                                | 12.02.1925 — 20.06.1989                   | [ БС 16 ] [ ГС 59 ] [ НЛ 57 ]   |
| 639   | Миха́йлов Леонид Васильевич                                                     | 22.07.1941            | авиация                | командир эскадрильи 10-го скоростного бомбардировочного авиационного полка 41-й смешанной авиационной дивизии Северного фронта | капитан                                        | 03.03.1906 — 04.07.1941                   | [ БС 16 ] [ ГС 60 ] [ НЛ 58 ]   |
| 640   | Миха́йлов Михаил Антонович                                                      | 21.07.1944            | пехота                 | командир пулемётного взвода 363-го стрелкового полка 114-й стрелковой дивизии 7-й армии Карельского фронта | старшина                                       | 25.10.1916 — 12.06.1986                   | [ БС 16 ] [ ГС 61 ] [ НЛ 59 ]   |
| 641   | Миха́йлов Николай Иванович                                                      | 30.10.1943            | пехота                 | командир роты 236-го стрелкового полка 106-й стрелковой дивизии 65-й армии Центрального фронта | старший лейтенант                              | 06.12.1923 — 16.11.1943                   | [ БС 16 ] [ ГС 62 ] [ НЛ 60 ]   |
| 642   | Миха́йлов Николай Лаврентьевич                                                  | 23.09.1944            | пехота                 | командир 22-й гвардейской мотострелковой бригады 6-го гвардейского танкового корпуса 3-й гвардейской танковой армии 1-го Украинского фронта | гвардии полковник                              | 27.07.1897 — 25.07.1944                   | [ БС 16 ] [ ГС 63 ] [ НЛ 61 ]   |
| 643   | Миха́йлов Николай Матвеевич                                                     | 28.04.1945            | генерал                | командир 78-й стрелковой дивизии 27-й армии 3-го Украинского фронта | гвардии генерал-майор                          | 19.02.1902 — 30.11.1965                   | [ БС 16 ] [ ГС 64 ] [ НЛ 62 ]   |
| 644   | Миха́йлов Павел Михайлович                                                      | 29.06.1945            | авиация                | командир корабля Си-47 транспортной эскадрильи авиационной группы особого назначения | лейтенант                                      | 13.01.1917 — 06.06.2005                   | [ БС 17 ] [ ГС 65 ] [ НЛ 63 ]   |
| 645   | Миха́йлов Поликарп Михайлович                                                   | 13.09.1944            | артиллерия             | командир расчёта миномётной роты 936-го стрелкового полка 254-й стрелковой дивизии 52-й армии 2-го Украинского фронта | красноармеец                                   | 09.05.1909 — 16.04.1944                   | [ БС 17 ] [ ГС 66 ] [ НЛ 64 ]   |
| 646   | Миха́йлов Терентий Михайлович                                                   | 17.10.1943            | инженер                | командир отделения 168-го отдельного сапёрного батальона 121-й стрелковой дивизии 60-й армии Центрального фронта | старший сержант                                | 03.04.1902 — 30.12.1948                   | [ БС 17 ] [ ГС 67 ] [ НЛ 65 ]   |
| 647   | Миха́йлов Фёдор Михайлович                                                      | 08.05.1965            | партизан               | активный участник партизанской борьбы на Украине, руководитель межрайонной Славутской подпольной организации | —                                              | 30.05.1898 — 05.08.1942                   | ——                              |
| 648   | Миха́йлова Екатерина Илларионовна (Дёмина Екатерина Илларионовна)               | 05.05.1990            | медики                 | санинструктор 369-го отдельного батальона морской пехоты Дунайской военной флотилии | главный старшина                               | 22.12.1925 — 24.06.2019                   | [ БС 18 ] [ ГС 69 ] [ НЛ 66 ]   |
| 649   | Михайло́вский Аркадий Петрович                                                  | 18.02.1964            | морской флот           | командир атомной подводной лодки К-178 Северного флота | капитан 1-го ранга                             | 22.06.1925 — 17.05.2011                   | ——                              |
| 650   | Михайлю́к Емельян Иосифович укр. Михайлюк Омелян Йосипович                      | 24.03.1945            | кавалерия              | командир эскадрона 62-го гвардейского кавалерийского полка 16-й гвардейской кавалерийской дивизии 7-го гвардейского кавалерийского корпуса 1-го Белорусского фронта | гвардии лейтенант                              | 11.08.1919 — 25.04.1945                   | [ БС 17 ] [ ГС 71 ] [ НЛ 67 ]   |
| 651   | Михалёв Борис Викторович                                                       | 17.11.1943            | пехота                 | стрелок мотострелково-пулемётного батальона 54-й гвардейской танковой бригады 7-го гвардейского танкового корпуса 3-й гвардейской танковой армии Воронежского фронта | гвардии ефрейтор                               | 14.05.1925 — 18.09.1983                   | [ БС 17 ] [ ГС 72 ] [ НЛ 68 ]   |
| 652   | Михалёв Василий Павлович                                                       | 01.07.1944            | авиация                | командир эскадрильи 508-го истребительного авиационного полка 205-й истребительной авиационной дивизии 7-го истребительного авиационного корпуса 5-й воздушной армии 2-го Украинского фронта | старший лейтенант                              | 02.03.1917 — 10.12.2006                   | [ БС 19 ] [ ГС 73 ] [ НЛ 69 ]   |
| 653   | Михалёв Владимир Александрович                                                 | 13.08.1941            | авиация                | командир звена 71-го истребительного авиационного полка 61-й истребительной авиационной бригады ВВС Балтийского флота | лейтенант                                      | 15.07.1914 — 31.05.1990                   | ——                              |
| 654   | Михале́нко Константин Фомич                                                     | 15.05.1946            | авиация                | командир звена 45-го гвардейского ночного бомбардировочного авиационного полка 9-й гвардейской бомбардировочной авиационной дивизии 16-й воздушной армии 1-го Белорусского фронта | гвардии старший лейтенант                      | 26.02.1920 — 04.12.2011                   | [ БС 20 ] [ ГС 75 ] [ НЛ 70 ]   |
| 655   | Михале́нков Ефим Андреевич                                                      | 13.04.1944            | авиация                | командир эскадрильи 78-го гвардейского штурмового авиационного полка 2-й гвардейской штурмовой авиационной дивизии 16-й воздушной армии Центрального фронта | гвардии капитан                                | 22.03.1909 — 25.08.1992                   | [ БС 20 ] [ ГС 76 ] [ НЛ 71 ]   |
| 656   | Михали́цын Пётр Тихонович                                                       | 26.01.1940            | пехота                 | командир разведывательной роты 81-го стрелкового полка 163-й стрелковой дивизии 9-й армии | лейтенант                                      | 26.06.1904 — 11.02.1961                   | ——                              |
| 657   | Михалько́ Василий Пимонович                                                     | 15.01.1944            | инженер                | полковой инженер 37-го гвардейского стрелкового полка 12-й гвардейской стрелковой дивизии 61-й армии Центрального фронта | гвардии капитан                                | 13.04.1918 — 09.05.1945                   | [ БС 20 ] [ ГС 78 ] [ НЛ 72 ]   |
| 658   | Михалько́в Василий Фёдорович                                                    | 26.08.1941            | пограничник            | командир отделения 5-й пограничной заставы 25-го Кагульского пограничного отряда Молдавского пограничного округа пограничных войск НКВД СССР | младший сержант                                | 10.02.1919 — 14.03.1962                   | ——                              |
| 659   | Михалько́в Михаил Архипович                                                     | 27.02.1945            | артиллерия             | командир взвода противотанковых орудий 283-го гвардейского стрелкового полка 94-й гвардейской стрелковой дивизии 5-й ударной армии 1-го Белорусского фронта | гвардии старший сержант                        | 17.10.1917 — 25.01.1984                   | [ БС 20 ] [ ГС 80 ] [ НЛ 73 ]   |
| 660   | Михальче́нко Василий Кириллович                                                 | 17.10.1943            | пехота                 | стрелок-автоматчик 241-го гвардейского стрелкового полка 75-й гвардейской стрелковой дивизии 60-й армии Центрального фронта | гвардии младший сержант                        | 15.07.1915 — 26.09.1943                   | [ БС 21 ] [ ГС 81 ] [ НЛ 74 ]   |
| 661   | Михе́ев Владимир Михайлович                                                     | 18.05.1943            | комиссар               | заместитель по политической части командира роты автоматчиков 128-го стрелкового полка 29-й стрелковой дивизии 64-й армии Донского фронта | лейтенант                                      | 24.07.1915 — 19.04.1986                   | [ БС 22 ] [ ГС 82 ] [ НЛ 75 ]   |
| 662   | Михе́ев Григорий Яковлевич                                                      | 24.05.1943            | авиация                | штурман звена 10-го отдельного дальне-разведывательного авиационного полка 1-й воздушной армии Западного фронта | капитан                                        | 07.01.1919 — 05.02.1945                   | [ БС 22 ] [ ГС 83 ] [ НЛ 76 ]   |
| 663   | Михе́ев Михаил Витальевич укр. Міхеєв Михайло Віталійович                       | 10.01.1944            | пехота                 | командир роты 48-го стрелкового полка 38-й стрелковой дивизии 40-й армии Воронежского фронта | старший лейтенант                              | 07.11.1921 — 20.12.2006                   | [ БС 22 ] [ ГС 84 ] [ НЛ 77 ]   |
| 664   | Михе́ев Николай Александрович                                                   | 31.05.1945            | артиллерия             | командующий артиллерией 125-го стрелкового корпуса 47-й армии 1-го Белорусского фронта | полковник                                      | 07.01.1900 — 26.04.1945                   | [ БС 22 ] [ ГС 85 ] [ НЛ 78 ]   |
| 665   | Михе́ев Павел Антонович                                                         | 27.02.1945            | танкист                | командир танка Т-34 49-й гвардейской танковой бригады 12-го гвардейского танкового корпуса 2-й гвардейской танковой армии 1-го Белорусского фронта | гвардии младший лейтенант                      | 18.12.1915 — 09.04.1981                   | [ БС 22 ] [ ГС 86 ] [ НЛ 79 ]   |
| 666   | Ми́хин Алексей Никитович                                                        | 09.02.1944            | артиллерия             | орудийный номер батареи 276-го гвардейского лёгкого артиллерийского полка 23-й гвардейской лёгкой артиллерийской бригады 5-й артиллерийской дивизии 4-го артиллерийского корпуса прорыва РГК в составе 61-й армии Белорусского фронта | гвардии ефрейтор                               | 08.01.1924 — 01.01.2000                   | [ БС 23 ] [ ГС 87 ] [ НЛ 80 ]   |
| 667   | Ми́хин Михаил Иванович                                                          | 14.07.1953            | авиация                | заместитель командира эскадрильи 518-го истребительного авиационного полка 216-й истребительной авиационной дивизии 64-го истребительного авиационного корпуса группы советских военных специалистов в Корее | майор                                          | 25.10.1923 — 25.03.2007                   | ——                              |
| 668   | Ми́хин Михаил Николаевич                                                        | 23.09.1944            | артиллерия             | наводчик миномёта 270-го гвардейского миномётного полка 11-го гвардейского танкового корпуса 1-й гвардейской танковой армии 1-го Украинского фронта | гвардии ефрейтор                               | 11.10.1925 — 18.05.2001                   | [ БС 24 ] [ ГС 89 ] [ НЛ 81 ]   |
| 669   | Михля́ев Степан Андреевич                                                       | 23.09.1944            | артиллерия             | командир дивизиона 917-го артиллерийского полка 350-й стрелковой дивизии 13-й армии 1-го Украинского фронта | майор                                          | 10.12.1919 — 28.03.2001                   | [ БС 24 ] [ ГС 90 ] [ НЛ 82 ]   |
| 670   | Ми́хнев Гавриил Нестерович                                                      | 10.01.1944            | инженер                | сапёр 180-го отдельного сапёрного батальона 167-й стрелковой дивизии 38-й армии Воронежского фронта | красноармеец                                   | 07.04.1909 — 13.09.1983                   | [ БС 24 ] [ ГС 91 ] [ НЛ 83 ]   |
| 671   | Михно́ Николай Михайлович укр. Михно Микола Михайлович                          | 28.04.1945            | танкист                | командир 46-й гвардейской танковой бригады 9-го гвардейского механизированного корпуса 6-й гвардейской танковой армии 3-го Украинского фронта | гвардии подполковник                           | 16.12.1907 — 16.12.1975                   | [ БС 24 ] [ ГС 92 ] [ НЛ 84 ]   |
| 672   | Миху́ткин Михаил Андреевич                                                      | 24.03.1945            | пехота                 | разведчик 935-го стрелкового полка 306-й стрелковой дивизии 43-й армии 1-го Прибалтийского фронта | старший сержант                                | 26.09.1923 — 20.12.1968                   | [ БС 24 ] [ ГС 93 ] [ НЛ 85 ]   |
| 673   | Мичу́рин Василий Сергеевич                                                      | 07.04.1940            | пехота                 | пулемётчик 271-го мотострелкового полка 17-й мотострелковой дивизии 13-й армии Северо-Западного фронта | красноармеец                                   | 28.07.1916 — 16.12.2021                   | [ БС 24 ] [ ГС 94 ] [ НЛ 86 ]   |
| 674   | Миша́нов Николай Дмитриевич                                                     | 15.05.1946            | авиация                | заместитель командира эскадрильи 96-го гвардейского бомбардировочного авиационного полка 301-й бомбардировочной авиационной дивизии 3-го бомбардировочного авиационного корпуса 16-й воздушной армии 1-го Белорусского фронта | гвардии капитан                                | 01.12.1918 — 22.07.1983                   | [ БС 25 ] [ ГС 95 ] [ НЛ 87 ]   |
| 675   | Мише́нин Виктор Поликарпович                                                    | 24.03.1945            | пехота                 | командир взвода пешей разведки 1295-го стрелкового полка 160-й стрелковой дивизии 70-й армии 1-го Белорусского фронта | старшина                                       | 23.02.1913 — 13.12.1990                   | [ БС 26 ] [ ГС 96 ] [ НЛ 88 ]   |
| 676   | Мише́нин Николай Михайлович                                                     | 15.01.1944            | пехота                 | командир пулемётного отделения 218-го гвардейского стрелкового полка 77-й гвардейской стрелковой дивизии 61-й армии Центрального фронта | гвардии сержант                                | 09.05.1924 — 29.09.1943                   | [ БС 26 ] [ ГС 97 ] [ НЛ 89 ]   |
| 677   | Ми́шин Александр Степанович                                                     | 24.03.1945            | пехота                 | стрелок 2-й гвардейской мотострелковой бригады 3-го гвардейского танкового корпуса 5-й гвардейской танковой армии 1-го Прибалтийского фронта | гвардии красноармеец                           | 30.04.1923 — 18.08.1944                   | [ БС 26 ] [ ГС 98 ] [ НЛ 90 ]   |
| 678   | Ми́шин Алексей Васильевич                                                       | 18.08.1945            | авиация                | заместитель командира эскадрильи 657-го штурмового авиационного полка 196-й штурмовой авиационной дивизии 4-го штурмового авиационного корпуса 4-й воздушной армии 2-го Белорусского фронта | старший лейтенант                              | 11.08.1922 — 24.12.1965                   | [ БС 26 ] [ ГС 99 ] [ НЛ 91 ]   |
| 679   | Ми́шин Евгений Васильевич                                                       | 17.10.1943            | пехота                 | командир отделения 1035-го стрелкового полка 280-й стрелковой дивизии 60-й армии Центрального фронта | старший сержант                                | 18.05.1921 — 18.10.1992                   | [ БС 26 ] [ ГС 100 ] [ НЛ 92 ]  |
| 680   | Ми́шин Иван Иванович                                                            | 31.05.1945            | артиллерия             | командир 413-го миномётного полка 24-й миномётной бригады 14-й артиллерийской дивизии 6-го артиллерийского корпуса прорыва РГК в составе 5-й ударной армии 1-го Белорусского фронта | подполковник                                   | 22.10.1909 — 05.06.1981                   | [ БС 26 ] [ ГС 101 ] [ НЛ 93 ]  |
| 681   | Ми́шин Иван Константинович                                                      | 29.06.1945            | пехота                 | помощник командира взвода 84-го гвардейского стрелкового полка 33-й гвардейской стрелковой дивизии 43-й армии 3-го Белорусского фронта | гвардии старший сержант                        | 1911 — апрель 1945 (пропал без вести)     | [ БС 27 ] [ ГС 102 ] [ НЛ 94 ]  |
| 682   | Ми́шкин Николай Тимофеевич                                                      | 24.03.1945            | танкист                | командир танковой роты 181-й танковой бригады 18-го танкового корпуса 53-й армии 2-го Украинского фронта | старший лейтенант                              | 15.10.1922 — 22.09.1944                   | [ БС 28 ] [ ГС 103 ] [ НЛ 95 ]  |
| 683   | Мишу́лин Василий Александрович                                                  | 24.07.1941            | танкист                | командир 57-й танковой дивизии 20-й армии Западного фронта | полковник                                      | 26.04.1900 — 26.04.1967                   | [ БС 28 ] [ ГС 104 ] [ НЛ 96 ]  |
| 684   | Мишу́стин Василий Иванович                                                      | 27.06.1945            | авиация                | командир эскадрильи 88-го гвардейского истребительного авиационного полка 8-й гвардейской истребительной авиационной дивизии 5-го истребительного авиационного корпуса 2-й воздушной армии 1-го Украинского фронта | гвардии майор                                  | 20.12.1916 — 22.09.1999                   | [ БС 28 ] [ ГС 105 ] [ НЛ 97 ]  |
| 685   | Ми́щенко Алексей Дмитриевич укр. Міщенко Олексій Дмитрович                      | 31.05.1945            | пехота                 | командир 90-го отдельного мотоциклетного батальона 9-го танкового корпуса 1-го Белорусского фронта | майор                                          | 11.03.1918 — 15.08.1994                   | [ БС 28 ] [ ГС 106 ] [ НЛ 98 ]  |
| 686   | Ми́щенко Алексей Емельянович укр. Міщенко Олексій Омелянович                    | 16.10.1943            | пехота                 | командир отделения 151-го стрелкового полка 8-й стрелковой дивизии 13-й армии Центрального фронта | младший сержант                                | 23.02.1923 — 28.03.1989                   | [ БС 28 ] [ ГС 107 ] [ НЛ 99 ]  |
| 687   | Ми́щенко Иван Васильевич                                                        | 24.03.1945            | пехота                 | стрелок 1177-го стрелкового полка 347-й стрелковой дивизии 2-й гвардейской армии 4-го Украинского фронта | красноармеец                                   | 1906 — 06.05.1944                         | [ БС 28 ] [ ГС 108 ] [ НЛ 100 ] |
| 688   | Ми́щенко Иван Васильевич укр. Міщенко Іван Васильович                           | 16.10.1943            | артиллерия             | командир миномётного взвода 207-го гвардейского стрелкового полка 70-й гвардейской стрелковой дивизии 13-й армии Центрального фронта | гвардии лейтенант                              | 05.05.1922 — 30.03.1987                   | [ БС 28 ] [ ГС 109 ] [ НЛ 101 ] |
| 689   | Мкрту́мов Самсон Мовсесович (Мкртумян Самсон Мовсесович) арм. Մկրտումյան Սամսոն | 13.12.1942            | комиссар               | заместитель по политической части командира эскадрильи 805-го штурмового авиационного полка 230-й штурмовой авиационной дивизии 4-й воздушной армии Закавказского фронта | капитан                                        | 28.07.1910 — 01.11.1943                   | [ БС 29 ] [ ГС 110 ] [ НЛ 102 ] |
| 690   | Мкртчян Арутюн Рубенович арм. Մկրտչյան Հարություն                              | 24.03.1945            | пехота                 | командир отделения роты автоматчиков 526-го стрелкового полка 89-й стрелковой дивизии Отдельной Приморской армии 4-го Украинского фронта | старший сержант                                | 14.10.1922 — 11.03.2002                   | [ БС 30 ] [ ГС 111 ] [ НЛ 103 ] |
| 691   | Младе́нцев Семён Иванович                                                       | 07.04.1940            | пехота                 | командир 387-го стрелкового полка 136-й стрелковой дивизии 13-й армии Северо-Западного фронта | майор                                          | 02.02.1900 — 30.01.1969                   | [ БС 30 ] [ ГС 112 ] [ НЛ 104 ] |
| 692   | Мнацака́нов Александр Сидорович арм. Մնացականյան Ալեքսանդր                      | 24.03.1945            | танкист                | командир роты танков 84-го танкового батальона 220-й отдельной танковой бригады 42-й армии Ленинградского фронта | лейтенант                                      | 23.02.1921 — 24.07.2004                   | [ БС 30 ] [ ГС 113 ] [ НЛ 105 ] |
| 693   | Мныше́нко Михаил Яковлевич укр. Мнишенко Михайло Якович                         | 25.08.1944            | кавалерия              | командир 7-го гвардейского кавалерийского полка 2-й гвардейской кавалерийской дивизии 1-го гвардейского кавалерийского корпуса 1-го Украинского фронта | гвардии полковник                              | 03.07.1898 — 20.04.1967                   | [ БС 30 ] [ ГС 114 ] [ НЛ 106 ] |
| 694   | Моги́льный Михаил Павлович укр. Могильний Михайло Павлович                      | 24.03.1945            | пехота                 | командир отделения пулемётной роты 84-го гвардейского стрелкового полка 33-й гвардейской стрелковой дивизии 2-й гвардейской армии 1-го Прибалтийского фронта | гвардии сержант                                | 24.06.1925 — 11.10.1944                   | [ БС 30 ] [ ГС 115 ] [ НЛ 107 ] |
| 695   | Могильча́к Иван Лазаревич укр. Могильчак Іван Лазарович                         | 04.02.1944            | авиация                | командир эскадрильи 235-го штурмового авиационного полка 264-й штурмовой авиационной дивизии 5-го штурмового авиационного корпуса 2-й воздушной армии Воронежского фронта | старший лейтенант                              | 08.02.1917 — 14.02.1945                   | [ БС 31 ] [ ГС 116 ] [ НЛ 108 ] |

| Навигационная таблица | Навигационная таблица              |
| --------------------- | ---------------------------------- |
| «М»                   | Магерамов Мелик — Малка Иван       |
| «М»                   | Малков Георгий — Марков Александр  |
| «М»                   | Марков Алексей — Матросов Алексей  |
| «М»                   | Матросов Вадим — Мельнов Иван      |
| «М»                   | Меляков Василий — Миронов Леонид   |
| «М»                   | Миронов Михаил — Могильчак Иван    |
| «М»                   | Модин Борис — Москалёв Николай     |
| «М»                   | Москаленко Георгий — Мячин Василий |